# كتاب خصائص العناصر
كتاب خصائص العناصر (باللاتينية: De Proprietatibus Elementorum)‏ (بالإنجليزية: On the Properties of the Elements)‏ هو أطروحة باللغة العربية من العصور الوسطى عن الجيولوجيا. يُعرف أيضًا في اللاتينية بأسماء أخرى (باللاتينية: De Causis Proprietatum Elementorum) أو ببساطة (باللاتينية: De Elementis). ربما تمت كتابته في القرن التاسع أو القرن العاشر. نسب عن طريق الخطأ إلى الفيلسوف الإغريقي أرسطو، ولكن تبث في النهاية أنه عمل أصلي لمؤلف عربي. وبالتالي، يُنسب العمل الآن إلى أرسطو الزائف.

## تاريخ الكتاب
لم يكن للعمل تأثير دائم على العلم في العالم الإسلامي في العصور الوسطى، لكنه أصبح مهمًا في أوروبا بعد أن ترجمه جيرارد الكريمونا إلى اللاتينية في القرن الثاني عشر. وبحلول القرن الثالث عشر، أصبح أحد المصادر الرئيسية الثلاثة لمعرفة الجيولوجيا في العصور الوسطى، جنبًا إلى جنب مع علم الأرصاد الجوية لأرسطو وكتاب الشفاء لابن سينا. كان لهذه الأطروحات الثلاثة تأثير مهم على دراسة الجيولوجيا بواسطة ألبرتوس ماغنوس. عندما بدأ العلماء في التعرف خلال عصر النهضة على أن كتاب خصائص العناصر لم يكتبه أرسطو، تم حذفه من المناهج الأكاديمية.

## المحتوى
أوضح أرسطو في مؤلفه 'علم الأرصاد الجوية' أن الأرض عنصر بارد وجاف لكن لم يعط تفسيرا للظواهر المتعلقة بالحرارة الأرضية. ملأ كتاب خصائص العناصر هذه الثغرة باستقصائها عن البراكين والينابيع الساخنة. وبحسب العمل فإن كميات كبيرة من الكبريت في الداخل تسبب في حدوث ثورات بركانية. يمكن للرياح والمياه الموجودة عند سفح الجبل أن تشعل النار في هذا الكبريت، خاصة في حالة جبل إتنا.
يبدو أن تفسيره للينابيع الساخنة مأخوذ من عمل غير معروف من ثيوفراستوس. رفض ثيوفراستوس أو أرسطو الزائف أولاً العديد من التفسيرات التي قدمها ديموقريطس وميليوس ورنتيفولوس، ومن المحتمل أن يكون تاليس وزينوفانيس الأخيران. بحسب المؤلف فالماء يتم تسخينه بواسطة طبقات من الكبريت قبل ظهوره على السطح. ترتبط النفثا بهذه العملية، لأنها تشكل نوعًا من الموقد مع الكبريت لنقل الوقود إلى النار.